# Martin Johnsrud Sundby
Martin Johnsrud Sundby (n. 26 septembrie 1984, Oslo, Norvegia) este un schior de fond ce a reprezentat Norvegia, medaliat olimpic. A participat la 3 ediții ale Jocurilor Olimpice (2010, 2014, 2018) în care a câștigat o medalie de argint și o medalie de bronz.